# Kecskemét
Kecskemét (Duits: Ketschkemet) is een stad in het midden van Hongarije, ongeveer halverwege Boedapest en Szeged op de Grote Hongaarse Laagvlakte. De stad telt 109.651 inwoners (2021) en is de hoofdstad van het comitaat Bács-Kiskun. Sinds 1990 is het een "stad met comitaatsrecht" (megyei jogú város).
Kecskemét ligt in een belangrijk fruitteeltgebied en is bekend om zijn abrikozenbrandewijn. Daarnaast is de stad bekend als de geboorteplaats van de componist Zoltán Kodály, naar wie in Kecskemét een belangrijk muziekpedagogisch instituut en een tweejaarlijks muziekfestival zijn genoemd.

## Geschiedenis
In 1368 wordt Kecskemét al als stad genoemd in een brief van de Hongaarse Koning Lajos Nagy. Na 1526 valt de stad net als grote delen van het midden van het historische Hongarije in handen van de Ottomanen. Na de bevrijding van de Turken in de 17e eeuw begint een nieuwe periode in de stadsgeschiedenis. De echte groei van de stad komt op gang tijdens het eind van de 19e eeuw. In 1911 vindt de op een na grootste aardbeving in de Hongaarse geschiedenis plaats bij Kecskemét. In 1950 werd de stad de hoofdplaats van het comitaat Bács-Kiskun.

## Stadsbeeld
Het centrum van Kecskemét is niet groot, maar interessant vanwege enkele beeldbepalende gebouwen in Hongaarse jugendstil: het stadhuis en het Cifra-paleis.
Stadsdelen die niet onvernoemd mogen blijven zijn Matkó en Hetényegyháza.

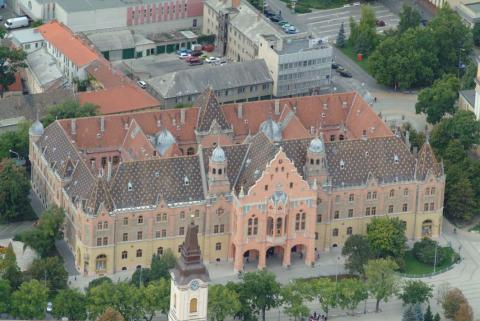
Stadhuis van Kecskemét

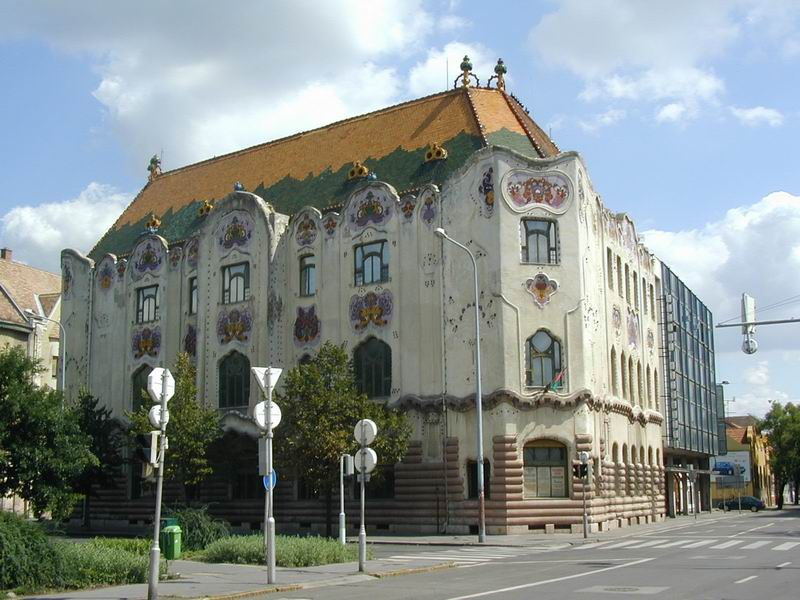
Cifra paleis

## Bevolking
De bevolkingsontwikkeling van Kecskemét laat een gestage groei zien. In 1983 bereikte het inwoneraantal de 100.000 en in 2001 had de stad 107.000 inwoners. In tegenstelling tot het overgrote deel van Hongarije is Kecskemét hiermee een van de weinige plaatsen die groeien. De laatste cijfers van 2012 geven aan dat er inmiddels 114.226 inwoners zijn. Dit zijn er weer meer dan tijdens de volkstelling van 2011. De groei wordt voornamelijk veroorzaakt door een trek naar de stad. Het inwoneraantal van het gehele comitaat daalt.

## Economie
Kecskemét heeft een veelzijdige economie met verschillende typen bedrijven. In 2012 werd in de stad een nieuwe fabriek van Mercedes geopend die voor 3000 nieuwe arbeidsplaatsen heeft gezorgd.

## Verkeer en vervoer
Kecskemét ligt aan de spoorlijn Boedapest - Szeged en de autosnelweg M5 tussen de hiervoor genoemde steden. 
Binnen de stad functioneert een stadsbuslijnennet.

## Geboren
- Emánuel Moór (1863-1931), componist
- Zoltán Kodály (1882-1967), componist
- Péter Balázs (1941), politicus
- Ágnes Babos (1944-2020), handbalster
- Ágnes Herczeg, kunstenaar
- Márton Gyöngyösi (1977), politicus